# Апине, Майя
Майя Апине (латыш. Maija Apine; 4 апреля 1961 — 21 января 2017) — советская и латвийская актриса театра и кино, театральный режиссёр. Дочь учёного-историка Илги Апине.

## Биография
Училась на филологическом факультете Латвийского университета, затем в 1985 году окончила театральный факультет Латвийской государственной консерватории (курс Адольфа Шапиро). В том же году поступила в труппу Рижского ТЮЗа и дебютировала в роли жены-еврейки в постановке по пьесе Бертольта Брехта «Страх и отчаяние в Третьей империи», за которую получила премию на фестивале «Прибалтийская театральная весна» в Таллине. Роль жены архитектора в пьесе Гунара Приеде «Заснеженные горы» (1987) была отмечена грамотой министерства культуры Латвийской ССР. С 1988 года член Союза театральных деятелей Латвии.
После закрытия ТЮЗа в 1992 году Апине стала актрисой Нового Рижского театра, где работала с такими режиссёрами как Алвис Херманис, Мара Кимеле, Виестурс Кайриш, Владислав Наставшев. Среди наиболее заметных ролей — леди Крум в «Аркадии» Тома Стоппарда (постановка Херманиса), Маргарита в одноимённой пьесе Мары Залите по мотивам «Фауста» (номинация на премию «Ночь лицедеев» лучшей актрисе, 2001), Ираида Львовна Вербина в инсценировке романа Михаила Кузмина «Плавающие-путешествующие», а также моноспектакль по пьесе Юна Фоссе «Рамбуку» (режиссёр Роман Бирманис). Несколько раз выступала как театральный режиссёр, поставив, в частности, спектакли «Парсифаль, или В поисках святого Грааля» (1999) и «Человек, который был четвергом» Г. К. Честертона (2004).
Снялась в восьми художественных фильмах, в том числе в картине «Страшное лето».

## Фильмография
- Двойник (1986, СССР) — эпизод
- Виктория (1988, СССР) — Виктория — главная роль
- Судьбинушка (1989, СССР) — жена Валдемара
- Страшное лето (2000, Латвия) — Наталия Мунтере
- Хорошие руки (2001, Латвия)
- Бросить походя (2002, Латвия, сериал)
- Каменская-2 (2002, Россия, сериал) — Вероника Лебедева, вдова профессора
- Пелагия и белый бульдог (2009, Россия, сериал) — мисс Ригли
- Раскол (2011, Россия, сериал) — эпизод
- Окно (2012, Латвия, к/м) — эпизод